# Neustift im Stubaital
Neustift im Stubaital – gmina w Austrii, w kraju związkowym Tyrol, w powiecie Innsbruck-Land. Liczy 4704 mieszkańców (stan na 1 stycznia 2016).
Jest najbardziej znaną miejscowością Doliny Stubai (Stubaital) i najczęściej odwiedzaną przez turystów. Łatwo z niej dojechać do ośrodka narciarskiego na lodowcu Stubai oraz ośrodka Elfer. 

## Turystyka
W Neustift im Stubaital  znajduje się ośrodek wypoczynkowy z krytym basenem i saunami.
Nad Neustift im Stubaital góruje szczyt Elferspitze (2 505 m n.p.m.). Na zboczu tej góry zlokalizowany jest ośrodek narciarski Elfer, do którego wjeżdża się kolejką gondolową z Neustift. Są tam 2 wyciągi orczykowe, 2 średnio trudne stoki (czerwone), 1 średnio trudna trasa narciarska do doliny, kilka tras do wędrówek zimowych oraz 3 naturalne tory saneczkowe posiadające odznakę „Tiroler Naturrodelbahn-Gütesiegel” (przyznawaną przez władze Tyrolu za spełnienie określonych kryteriów bezpieczeństwa i jakości). Tor Elfer – Neustift oraz Elfer – Pinnistal mają po 8 km długości i są najdłuższymi torami saneczkowymi w Stubaital. Trzy razy w tygodniu można na nich jeździć także w nocy. 
Od 2016 roku w ośrodku Elfer odbywa się festiwal saneczkarski Rodeltestival, podczas którego można m.in. przetestować sanki czołowych producentów (w styczniu). 
W 2013 roku, z okazji jubileuszu 50-lecia istnienia kolejki Elferlifte, w ośrodku Elfer postawiono ogromny zegar słoneczny z drewna modrzewiowego, będący jednocześnie dziełem sztuki, platformą widokową oraz zegarem. Ma średnicę 8 metrów, a otacza go pomost o szerokości 2 metrów, po którym można chodzić.

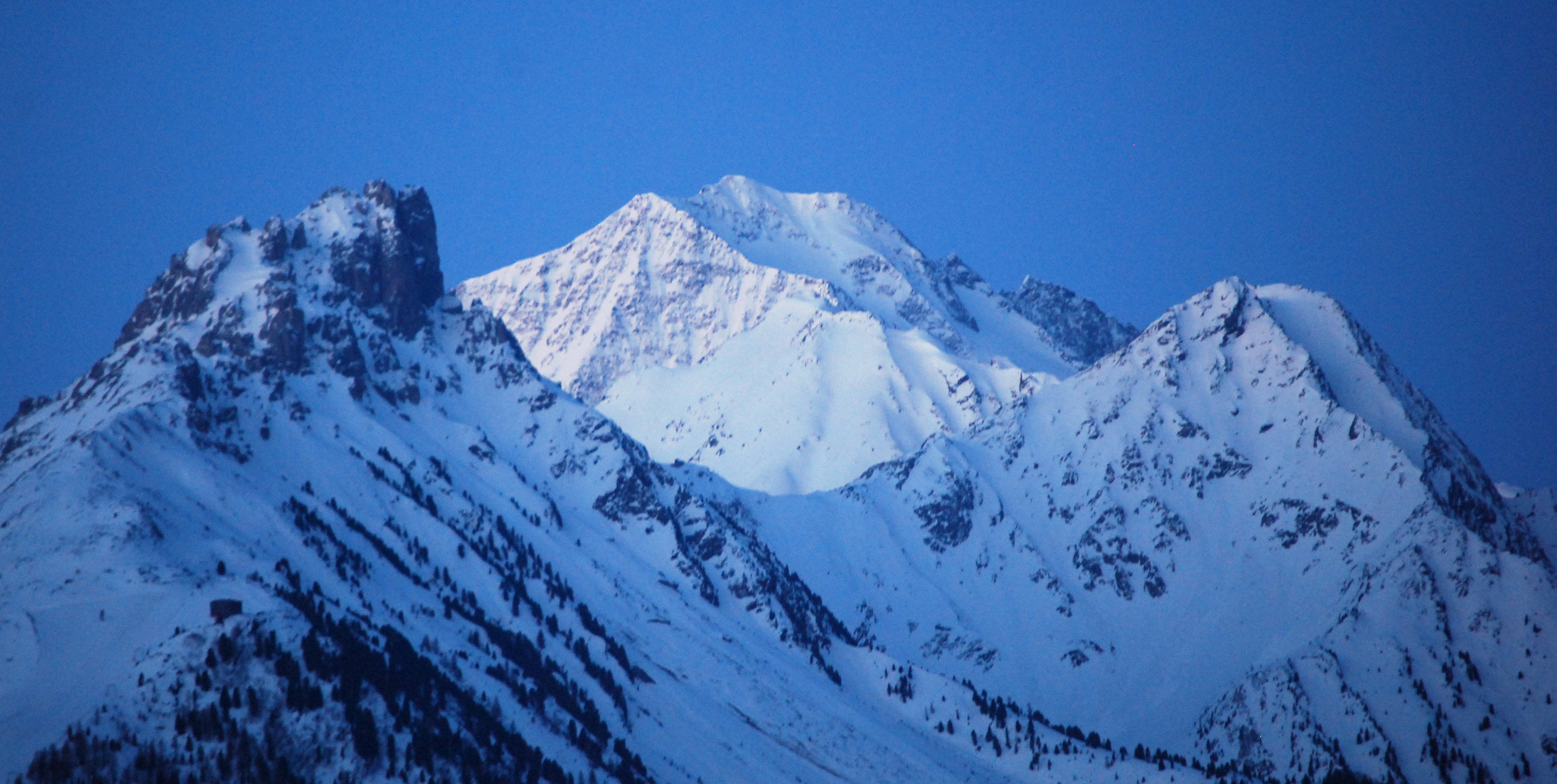
Trzy szczyty górujące nad Neustift im Stubaital.

W ośrodku znajduje się również punkt startowy dla paralotniarzy i lotniarzy, z lądowiskiem przy Neustift. 